# Ilhas de Mohn
As ilhas de Mohn ou ilhas Mona (em russo:  Острова Мона, Ostrova Mona) são um grupo de pequenas ilhas dispersas e cobertas com vegetação de tundra situadas no mar de Kara, cerca de 30 km a norte da costa ocidental da península de Taimir, na Sibéria, Rússia. 
O mar que rodeia as ilhas de Mohn está coberto de gelo no inverno, que é rigoroso e longo. Há gelos flutuantes mesmo no verão. A ilha Kravkov (Остров Кравкова, ostrov Kravkova) é uma das maiores ilhas, e tem área de 3 km². É a mais setentrional.
A pequena ilha Gerkules (Остров Геркулес, ostrov Gerkules), situada no meio do grupo, deve o seu nome ao navio perdido do explorador Vladimir Rusanov. 
A ilha Ringnes (Остров Рингнес, ostrov Ringnes) fica no extremo ocidental do grupo, e deve o seu nome à fábrica de cervejas norueguesa Ringnes, que financiou as expedições árticas de Otto Sverdrup. É a maior do arquipélago, a mais ocidental e a mais meridional. 
Outras ilhas são Granitnyy (Остров Гранитный, ostrov Granitii) e Krainiy (Остров Крайний, ostrov Krainii).
Foi Fridtjof Nansen que deu o nome às ilhas de Mohn, em homenagem a Henrik Mohn, meteorologista norueguês. Mohn desenvolveu e publicou observações meteorológicas de diversas expedições polares, incluindo as de Nansen na Expedição Fram (1893-96). «Mona» é um caso genitivo na língua russa, que significa «(ilhas) de Mon» e este nome ficou, especialmente desde que os alemães utilizaram o termo "Mona Inseln", baseando-se na expressão russa, durante as suas campanhas da Segunda Guerra Mundial. Pode encontrar-se esta forma, «ilhas Mona» em atlas e mapas.
O grupo de ilhas pertence à divisão administrativa do krai de Krasnoyarsk da Federação Russa. 